# Знаменка (Первомайский район)
Зна́менка (ранее Вороши́лово; укр. Знам'янка, крымскотат. Znamenka, Знакменка) — исчезнувшее село в Первомайском районе Республики Крым, располагавшееся на северо-востоке района, в степной части Крыма, примерно в 3,5 км северо-восточнее современного села Крестьяновка.

## История
Еврейская колония, вначале называвшаяся Участок № 49, возникла в 1925 году, когда советские власти приступили к организованному переселению евреев в Крым. Согласно Списку населённых пунктов Крымской АССР по Всесоюзной переписи 17 декабря 1926 года, в селе Участок № 49, Джурчинского сельсовета Джанкойского района, числилось 7 дворов, все крестьянские, население составляло 22 человека, из них 20 евреев и 2 украинцев. После образования 15 сентября 1931 года Фрайдорфского еврейского национального района (в 1944 году переименованного в Новосёловский) село включили в его состав, а после разукрупнения в 1935-м и образования также еврейского национального Лариндорфского (с 1944 — Первомайский), — переподчинили новому району. Время присвоения селу названия Ворошиловка по доступным историческим документам установить не удалось, известно, что так оно называлось в 1941 году, также неизвестно, когда название трансформировалось в Ворошилово. Вскоре после начала отечественной войны часть еврейского населения Крыма была эвакуирована, из оставшихся под оккупацией большинство расстреляны.
С 25 июня 1946 года селение в составе Крымской области РСФСР, а 26 апреля 1954 года Крымская область была передана из состава РСФСР в состав УССР. В 1957 году Ворошиловку переименовали в Знаменку. Время включения в Островский сельсовет пока не установлено: на 15 июня 1960 года село уже числилось в его составе. Ликвидировано к 1968 году (согласно справочнику «Крымская область. Административно-территориальное деление на 1 января 1968 года» — в период с 1954 по 1968 годы как село Островского сельсовета.